# رندة

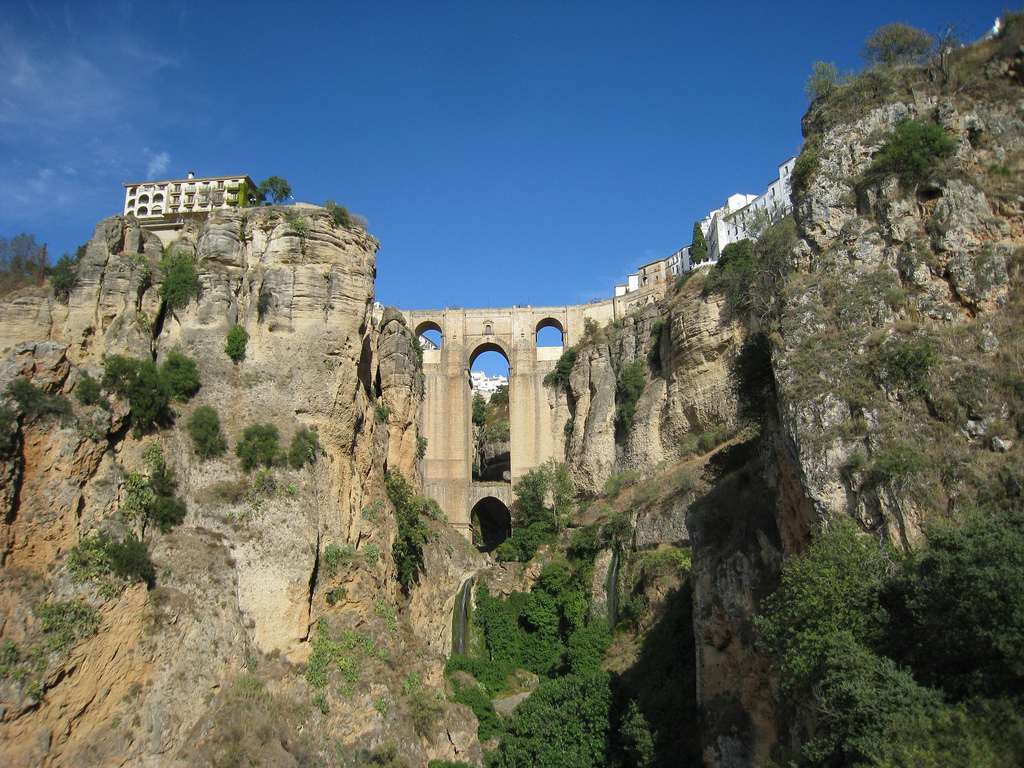
رندة

بلدية رُندَة (بالإسبانية: Ronda) هي بلدية تقع في مقاطعة مالقة التابعة لمنطقة أندلوسيا جنوب إسبانيا. كان بها مسجد كبير من العهد الإسلامي لكنه هدم بعد خروج المسلمين منها، وأقام الأسبان كاتدرائية في مكانه، ولم يبقَ من المسجد سوى المحراب يشاهده ويعجب به السائحون.

## الجغرافيا
تقع الرندة في منطقة جبلية ترتفع حوالي 750 متر فوق سطح الأرض، ويمر بها نهر يقسمها إلى نصفين وتعتبر الجبال المحيطة بالرندة موطن خشب شجر التنوب الإسباني. المنطقة خلابة بجمالها لما فيها من تضاريس جبلية ووديان خضراء.

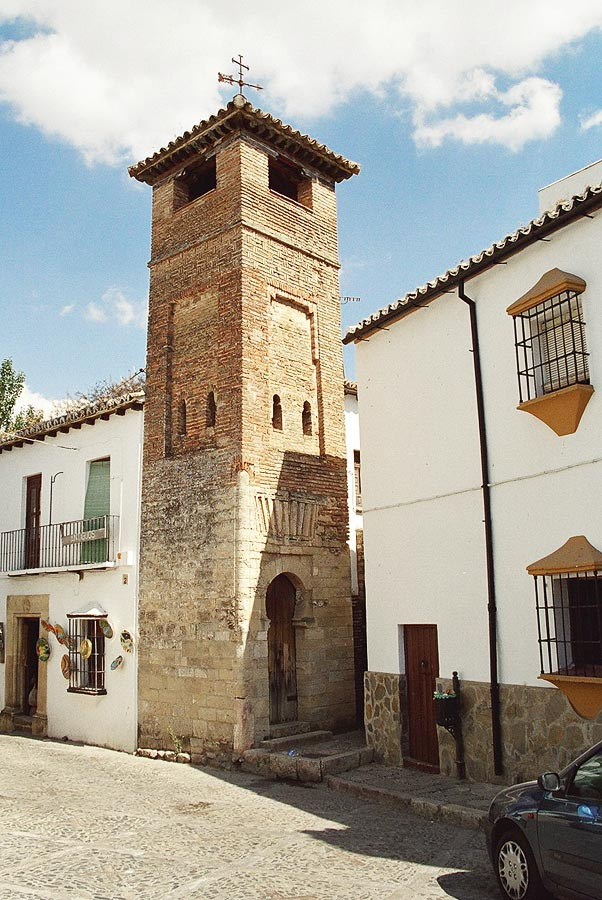
برج سان سباستيان (مئذنة قديمة)

## التاريخ
يحيط بالمدينة بقايا مستوطنات ترجع إلى عصور ما قبل التاريخ وبالتحديد لفترة العصر الحجري، بما في ذلك اللوحات الصخرية في مغارة Cueva de la Pileta. ولكن تعتبر الشعوب الكلتية «السلتية» هي أول من سكن رندة في القرن السادس قبل الميلاد وأسموها (أروندا).
ومن ثم استوطن الفينيقيون في مكان يبعد عن رندة بعشرين كيلومتر وهو ما يعرف برندة القديمة. أما مدينة رندة الحالية فترجع أصولها إلى العهد الروماني حينما استخدمها سكيبيو الإفريقي كحصن أثناء الحرب البونيقية الثانية. أما اسم (رندة) فقط أطلقه عليها القيصر يوليوس.
في القرن الخامس قبل الميلاد أحتل السويبيون بقيادة ريكيلا مدينة الرندة، ثم تلاه احتلال الإمبراطورية الرومانية الشرقية وفي عهدها أصبحت الرندة القديمة مهجورة. ومن ثم احتلها القوط حتى عام 713 م عندما فتحها المسلمون وأسموها رندة أو مدينة القلعة .
وهي مسقط رأس العالم عباس بن فرناس (810 – 887) الذي برع في عدة جوانب منها الاختراع والهندسة والطيران والفيزياء والشعر والموسيقى الأندلسية. كما تُعد أيضاً مسقط رأس أبو البقاء الرندي صالح بن شريف (1204 – 1285 م) والعلامة الصوفي ابن عباد الرندي (1333 – 1390 م).
عرفت رندة ازدهاراً كبيراً إبان فترة الحكم الإسلامي للأندلس وكانت عاصمة إقليمية وإليها ينسب الشاعر الأندلسي أبو البقاء الرندي صاحب قصيدة (مرثية الأندلس) الشهيرة والتي يقول في مطلعها:

شعار مدينة رندة

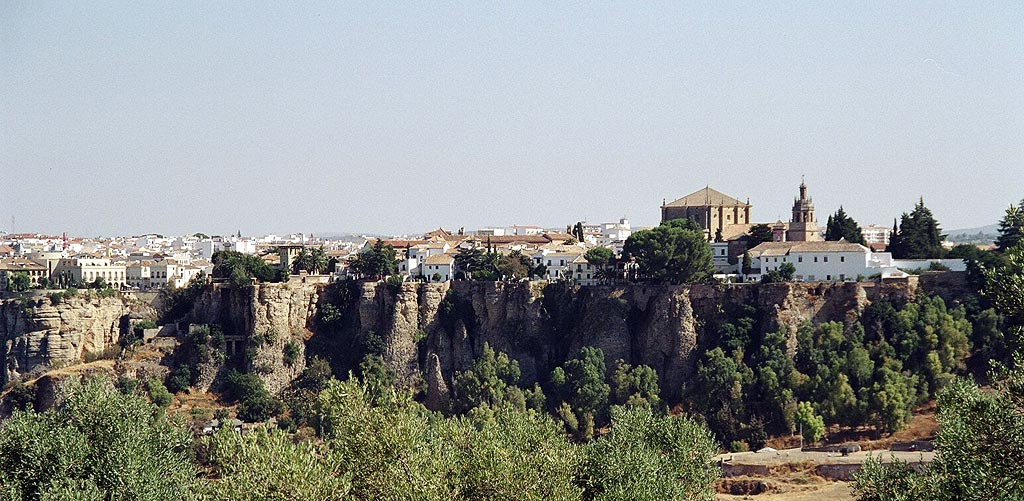
رندة

بعد تفكك الخلافة الأموية في قرطبة أصبحت رندة عاصمة لمملكة صغيرة من البربر يحكمها بنو يفرن (أو الإفرنيون). خلال هذه الفترة تلقت رندة معظم تراثها الإسلامي. وفي عام 1065 م غزاها ملك طائفة إشبيلية المعتضد بن عباد .
في عام 1485 م انتهى الحكم الإسلامي في رندة بعد حصار قصير من ملك قادس, وبالتالي تم تجديد معظم مباني المدينة أو تكييفها لتناسب الطراز المسيحي وتم أيضاً إضافة أحياء جديدة.
تضرر المسلمون في إسبانيا من محاكم التفتيش الإسبانية، فبعد عام 1492 م بوقت قصير لم يبق للمسلمين وجود في شبه الجزيرة الأيبيرية إلا في منطقة غرناطة. حينها أصدر الإسبان مرسوماً يقضي بتنصير جميع المسلمين واليهود أو أن يغادروا الأراضي الإسبانية دون أخذ أملاكهم. مما أجبر كثير من الناس اعتناق المسيحية في العلن، لكنهم مارسوا دينهم سراً حفاظاً على ممتلكاتهم.
تم أطلاق اسم المورسكيون على المسلمين الذين اختاروا التحول للمسيحية، كما أُجبروا على وضع هلال أزرق فوق قبعاتهم وعمائمهم مما جلب لهم السخرية والأذى من السكان المتعصبين. كما أن سفر المورسكيون بدون أذن يعني الحكم عليهم بالإعدام. هذا القمع المنهجي الذي تعرض له المسلمون جعلهم يلجئون إلى المناطق الجبلية الجنوبية في المدن الأندلسية مثل رندة .
في الخامس والعشرين من شهر مايو عام 1566 م أصدر فيليب الثاني مرسوماً بحظر استخدام اللغة العربية تحدثاً أو كتابة، وأن تُبقى جميع أبواب المنازل مفتوحة يوم الجمعة حتى لا يؤدي المسلمون صلاة الجمعة، كما فرض ضرائب مرتفعه على تجارة المورسكيين. هذه القوانين أدت إلى ثورات عديدة منها واحده في مدينة رندة بقيادة الفهري. وبعد معارك شرسة أستطاع جيش الفهري المتمرد من هزيمة الجيش الإسباني الذي كان بقيادة الفونسو دي أغيلار. لكن فيليب الثاني قام بمجزرة جماعية قتل فيها معظم المورسكيين المسلمين، أما القلة التي نجت منهم فقد تم بيعهم للعبودية .
في بداية القرن التاسع عشر تضررت رندة كثيراً جراء غزو نابليون بونابارت وحروب شبة الجزيرة الأيبيرية، مما أدى إلى انخفاض عدد سكانها من 15600 إلى 5000 في غضون ثلاث سنوات. كما أصبحت رندة قاعدة لحرب العصابات، ثم العديد من قطاع الطرق الذين ألهمت أفعالهم بعض الفنانين مثل ايرفينغ واشنطن وبروسبير مريميه وغوستاف دوريه. وفي القرن التاسع عشر كان اقتصاد رندة ريفي. وفي عام 1918 م كانت المدينة مقراً لجمعية رندة التي تم فيها تصميم العلم والنشيد الأندلسي وملابس الجيش.
تعتبر عائلة روميرو من العائلات التي لعبت دوراً أساسياً في تاريخ رندة، ابتداءً من الجد فرانسسيكو الذي ولد عام 1698 م، مروراً بالابن خوان وانتهاءً بالحفيد بيدرو الشهير الذي توفي عام 1839 م والذي لعب دوراً فريد في رياضة مصارعة الثيران الإسبانية. كانت العائلة مسئولة عن الابتكارات في هذه الرياضة مثل ابتكار السيف الخاص بقتل الثور. ويعتبر بيدرو هو من حول مصارعة الثيران إلى فن ومهارة بحد ذاتها وليس مجرد قتل للثيران.
تأثرت رندة كثيراً بـ الحرب الأهلية الإسبانية التي تسببت بهجرة العديد من السكان. ويصف الفصل العاشر من رواية (لمن تقرع الأجراس) للكاتب إرنست همينغوي مشهداً يُحاكي الأحداث الفعلية التي جرت في رندة، حيث تدور الأحداث في العام 1936 م حينما يتم إعدام متعاطفين مع الفاشية برميهم من أعلى الهاوية.

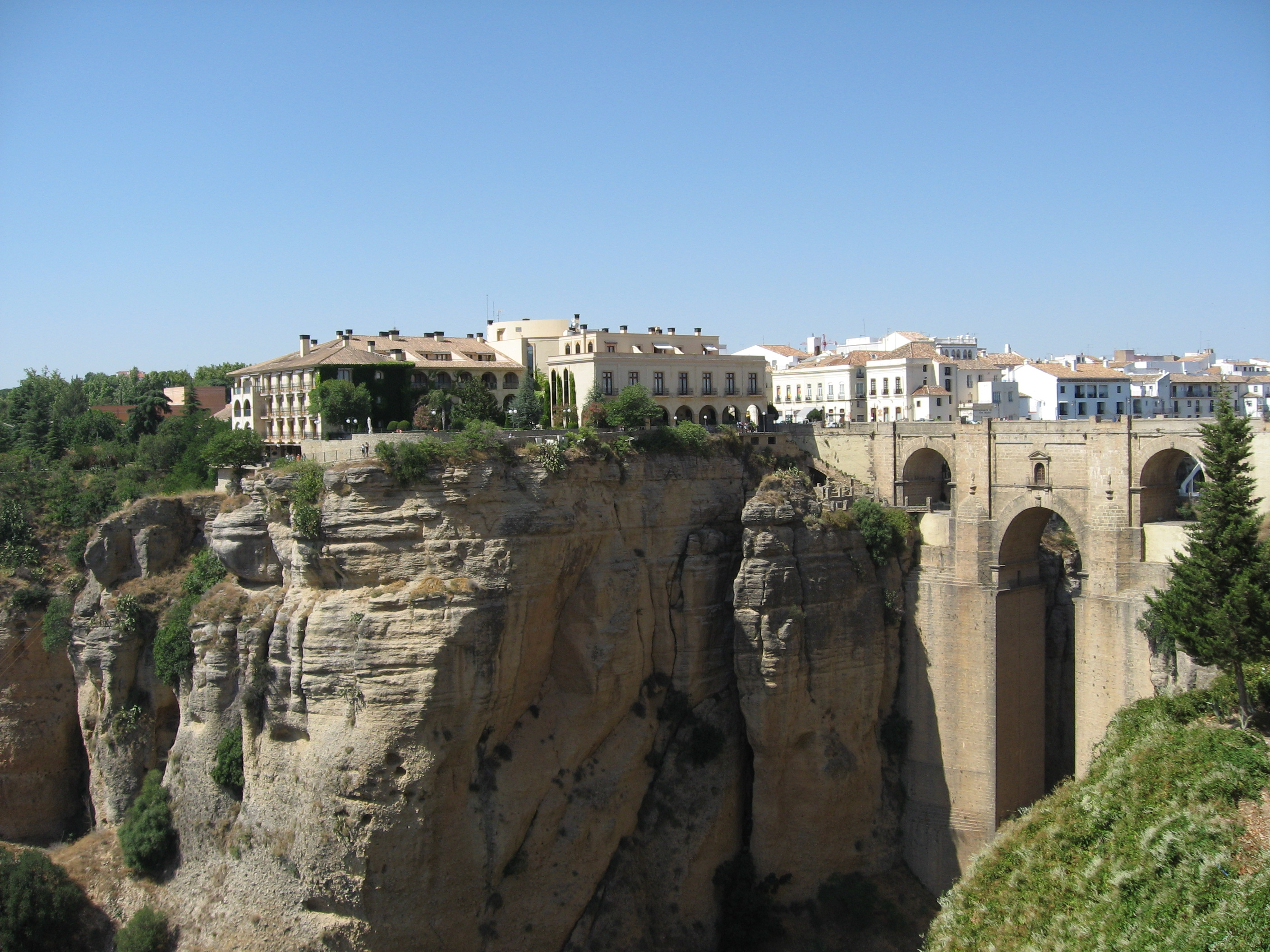
جسر الرندة

## أهم المعالم السياحية
يوجد في الرندة ثلاثة جسور تعتبر من أشهر المعالم في المدينة وهي: الجسر الروماني، والجسر القديم والمعروف أيضاً بالجسر العربي، والجسر الجديد الذي يمتد للوادي. وتعتبر تسمية الجسر الجديد بهذا الاسم غير دقيقة، لأن الجسر بدأ بناءه عام 1751 م وتم الانتهاء منه عام 1793. ويُعد الجسر الجديد أطول الجسور حيث يمتد على ارتفاع 120 متر (390 قدم) فوق قاع الوادي.
ويوجد في الرندة حلبة لمصارعة الثيران هي الأقدم في تاريخ إسبانيا وتم بنائها من قبل المعماري خوسيه مارتن دي عام 1784 م، وهو أيضاً من قام بتصميم الجسر الجديد.
ويوجد تحت المدينة (حمامات عربية) يرجع تاريخها إلى القرنين 13 و14. كما توجد قاعة البلدية بالقرب من الجسر الجديد ومطلة على الوادي.
بنيت كنيسة سانت ماري على أنقاض المسجد الكبير بعد خروج العرب من أسبانيا، ولم يبقى من المسجد سوى المحراب، وهو داخل الكنيسة .

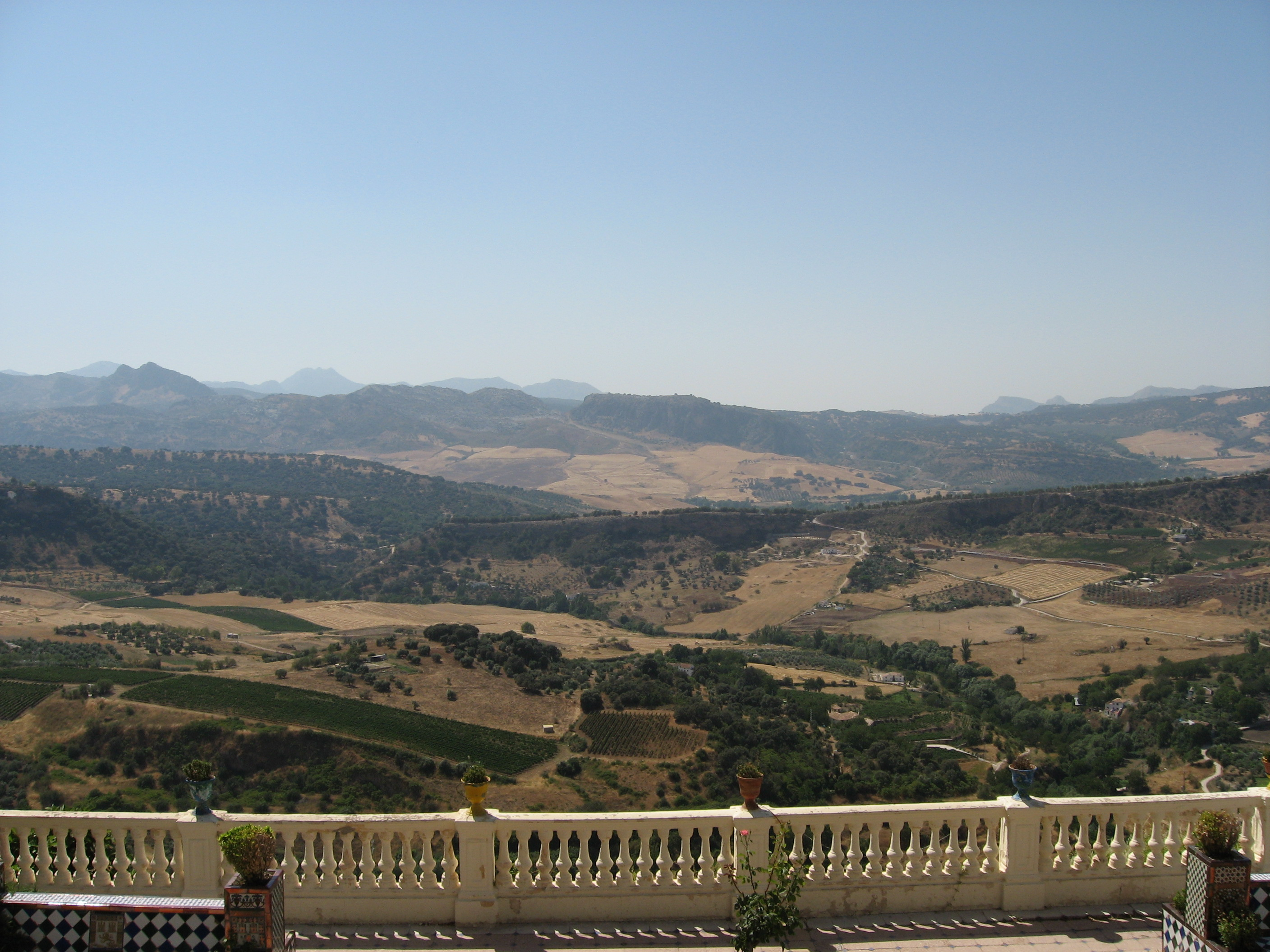
منظر من الرندة

## التأثير الثقافي
أمضى الكاتبان الأميركيان إرنست همينغوي وأورسن ويلز فترة طويلة في الجزء القديم من الرندة، وكتبا عن جمالها وتقاليد مصارعة الثيران فيها. وقد ساهمت أعمالهم في انتشار شهرة الرندة.
وفي العقد الأول من القرن العشرين أمضى الشاعر الألماني الشهير راينر ماريا ريلكه فترات طويلة في الرندة، وكان يحتفظ بإقامة دائمة في إحدى غرف فندق رينا فكتوريا (الذي بُني عام 1906) وما تزال غرفته موجودة إلى الآن دون تغير وتعتبر متحف مصغر لأعماله. ووفقاً للفندق فقد كتب ريلكه: «بحثت في كل مكان عن مدينة أحلامي، ووجدتها أخيراً في الرندة. لا يوجد في إسبانيا مكان أكثر روعه من هذه المدينة الجبلية والجامحة.»

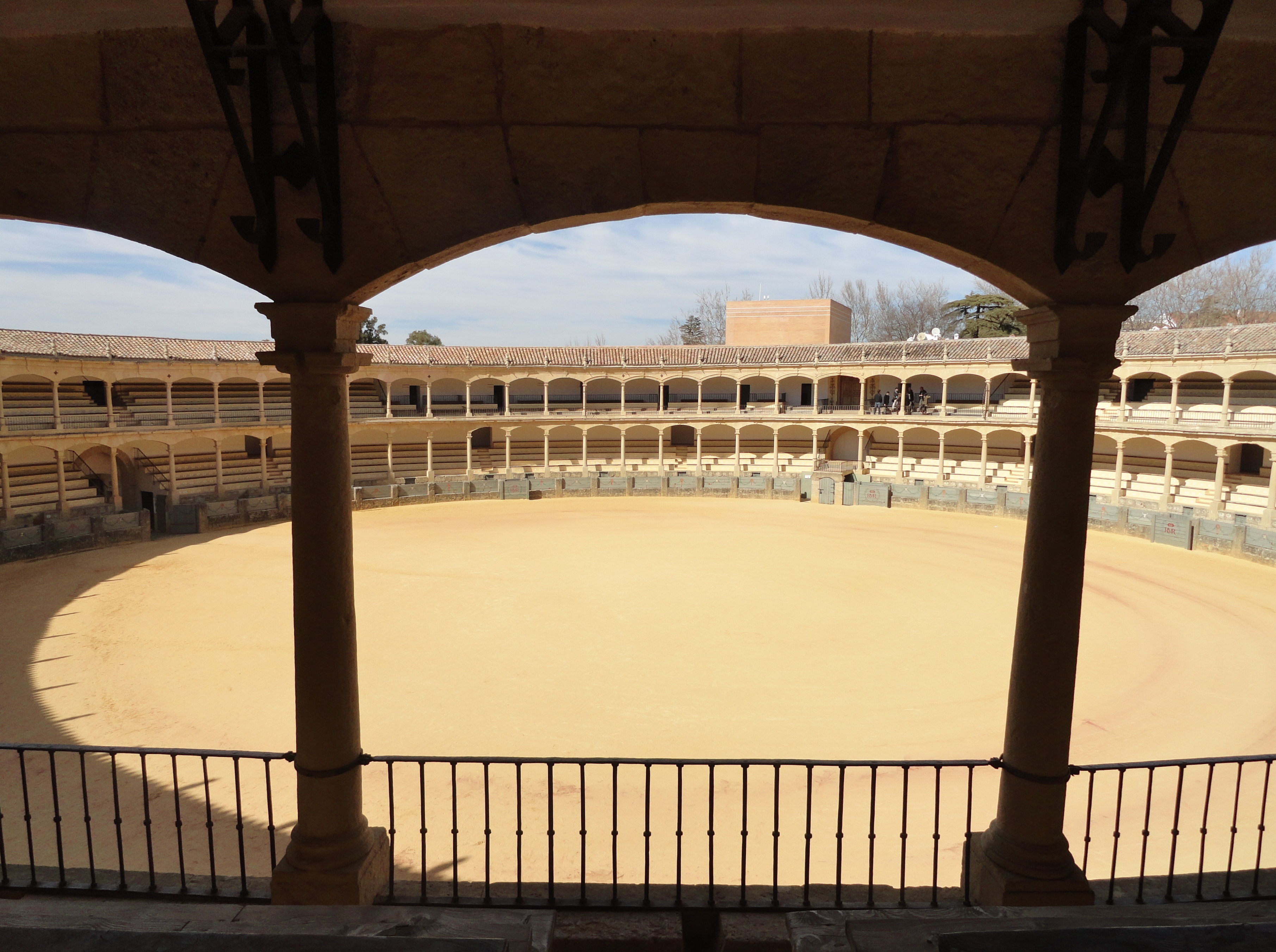
حلبة مصارعة الثيران في رندة ، وهي أقدم حلبات مصارعة الثيران.

كما تصف رواية (لمن تقرع الأجراس) للكاتب إرنست همينغوي عملية قتل مجموعة من المتعاطفين مع القومية في وقت مبكر من الحرب الأهلية الإسبانية. حيث قام الجمهوريون بإلقاء القوميين من أعلى منحدرات قرية أندلسية، ويزعم همنغوي أن الحادثة وقعت في الرندة. كما قام همنغوي بكتابة روايته (ثم تشرق الشمس) أثناء تواجده في الرندة.
كما ألهمت الرندة أعمال أورسن ويلز الذي قام بزيارات متكررة إلى إسبانيا والرندة. (له فلم لم يتم الانتهاء منه عن دون كيخوت أو دون كيشوت ). وبعد وفاته عام 1985 م تم دفن رماده في بئر تابع لصديقة مصارع الثيران أنطونيو أوردونيز.
وتحكي رواية (دانيال من الرندة) للكاتب جورج إليوت قصة يهودي إسباني ينشأ نشأة إنجليزية. ويُعتقد أن أسلاف إليوت قد عاشوا في الرندة قبل طرد اليهود منها عام 1492 م.
وفي عالم الأزياء، أعرب المصمم الإيطالي جورجو أرماني عن سروره بإطلاق تشكيلة من أزياء مصارعي الثيران في مناسبة تمت يوم 6 أيلول عام 2006 في الرندة.

## النقل
يتم الوصول إلى الرندة عبر الطرق السريعة والسكك الحديدية من الجزيرة الخضراء وقرطبة.
تم بناء سكة الحديد التي تتألف من خط واحد بين الرندة والجزيرة الخضراء بين عام 1890 و1892 من قبل شركة جبل طارق للسكك الحديدية، مما وفر للجنود البريطانيين الموجودون في جبل طارق متنفس صيفي. وشارك في بناء السكة الحديدية المهندس جيمس موريسون والممول السير ألكسندر هندرسون.

## الديموغرافيا
بلغ عدد سكان بلدية رندة 36.793 نسمة عام 2011 (وفقاً للمعهد الوطني الإسباني للإحصاء).
| 34.385 | 33.806 | 34.470 | 35.512 | 36.122 | 36.827 | 36.793 |

## صور من رندة

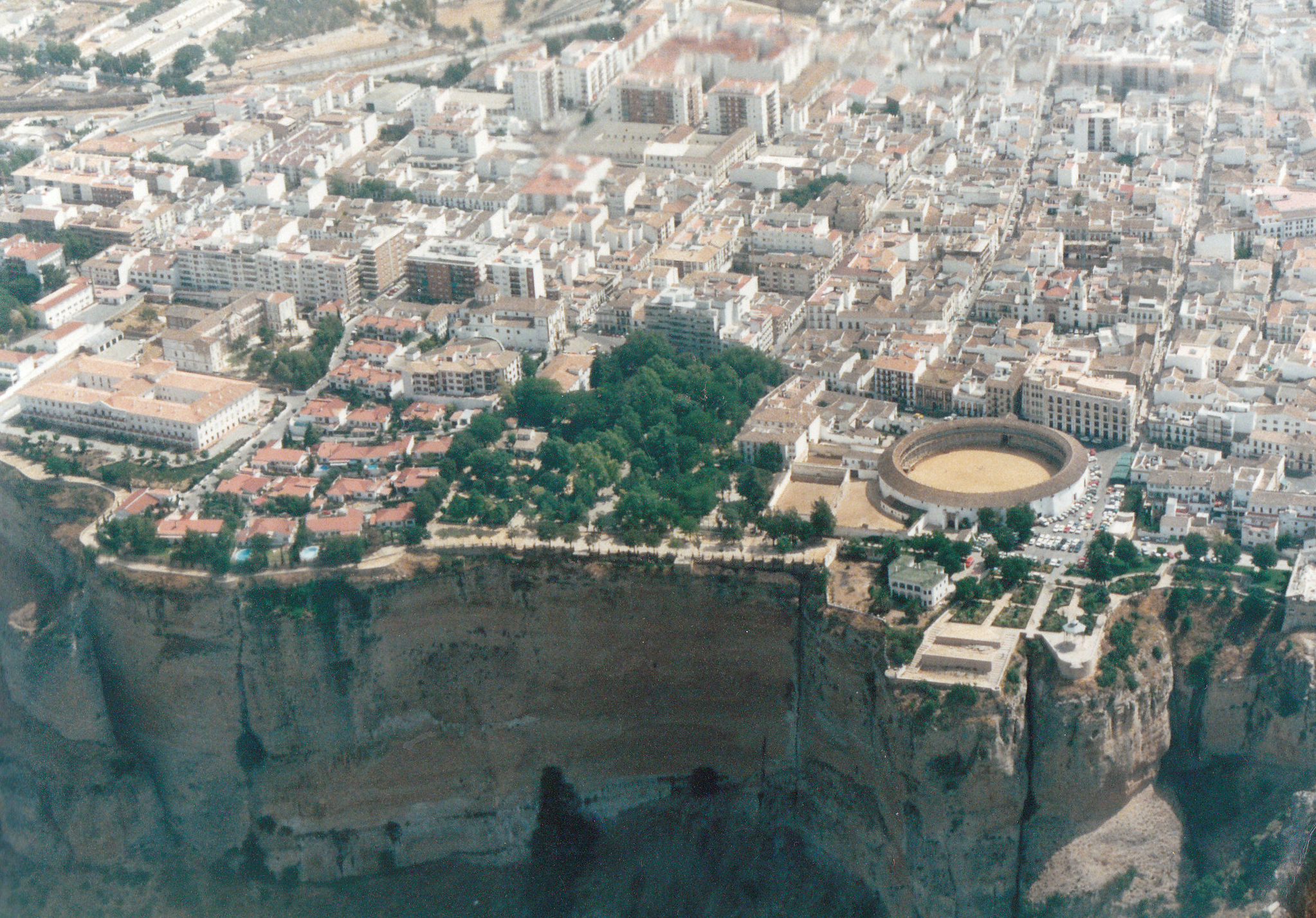
منظر عام من الجو، وترى حلبة مصارعة الثيران إلى اليمين.
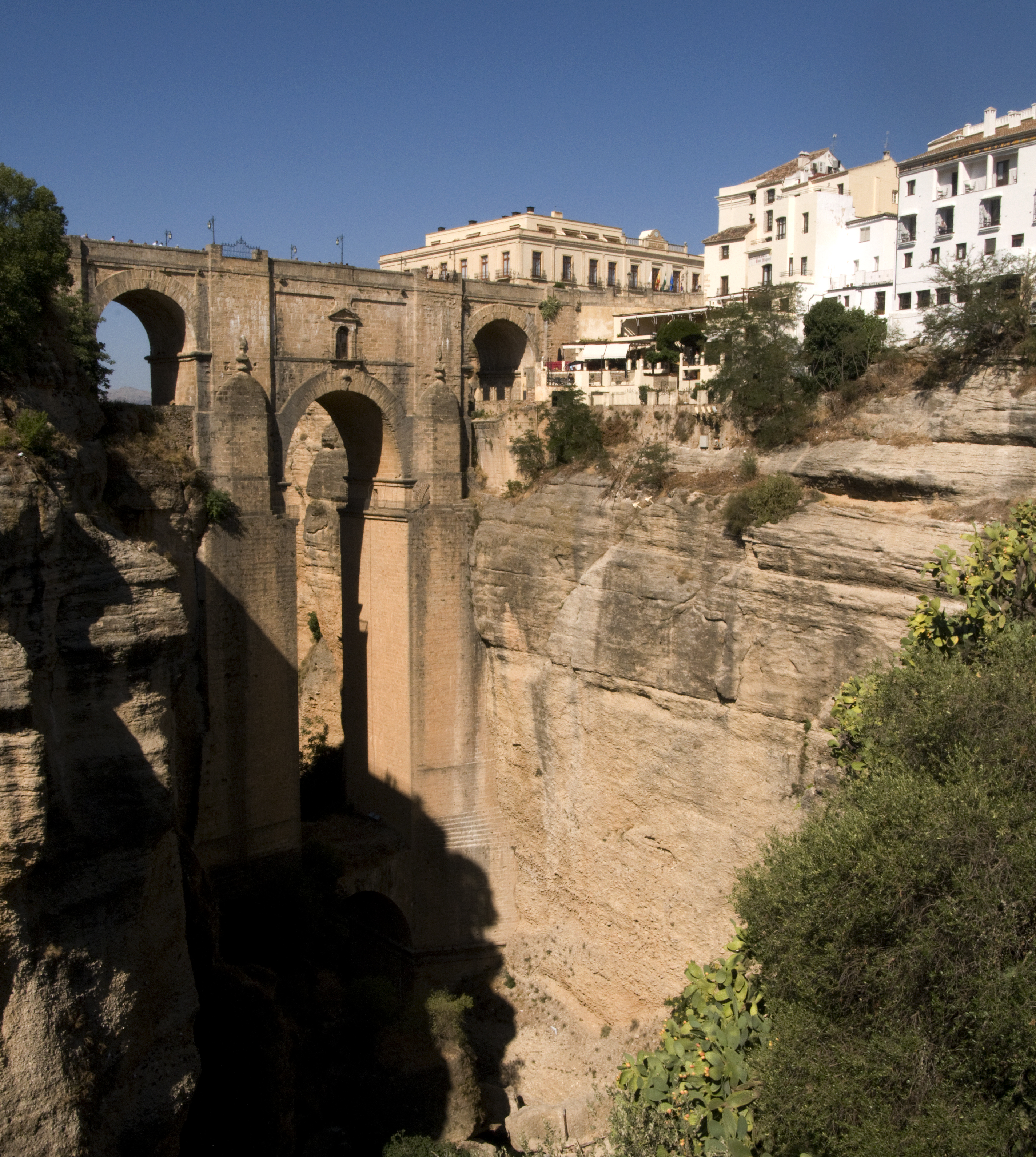
Puente Nuevo الجسر الجديد.
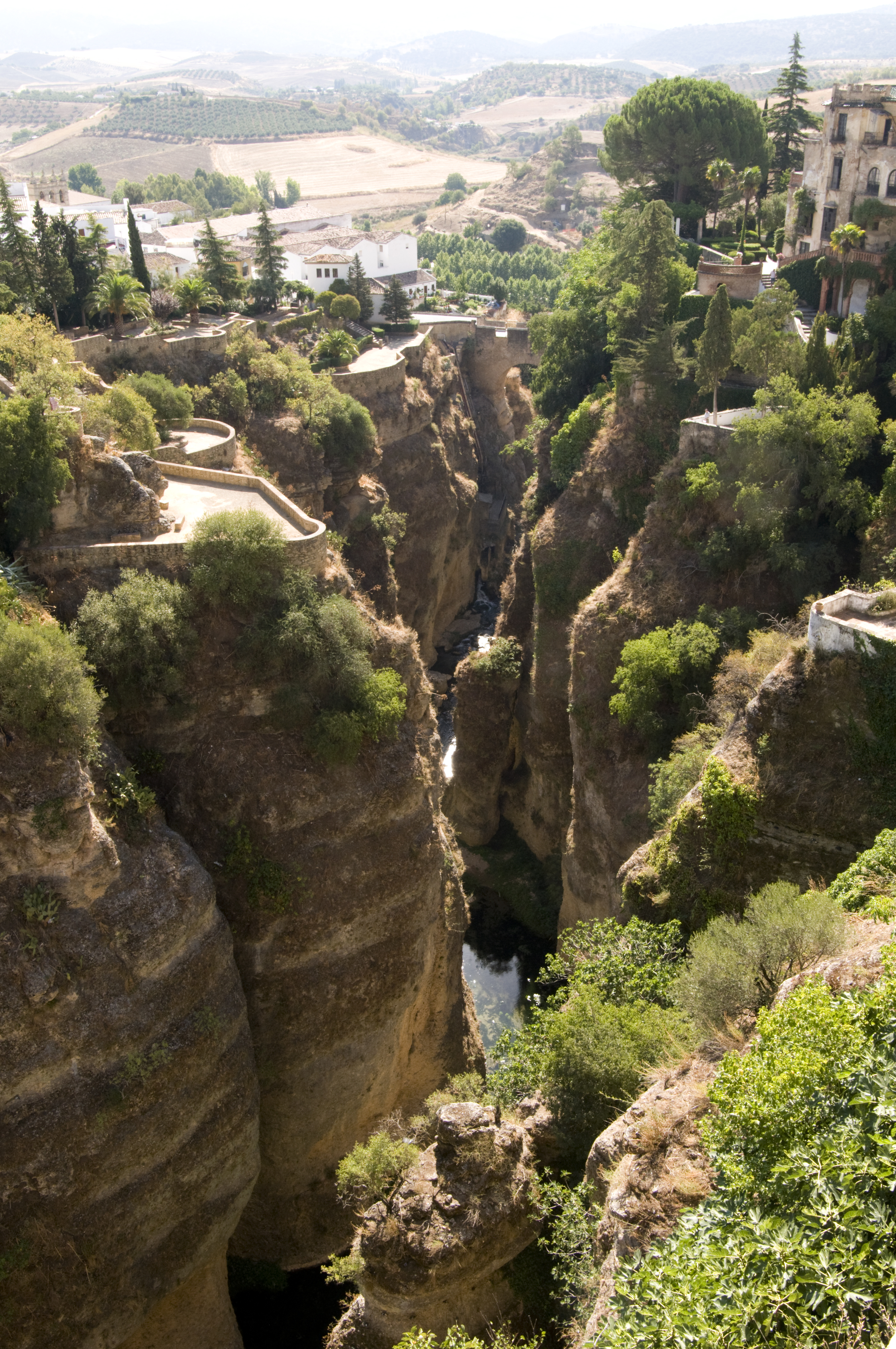
أخدود تحت الجسر الجديد
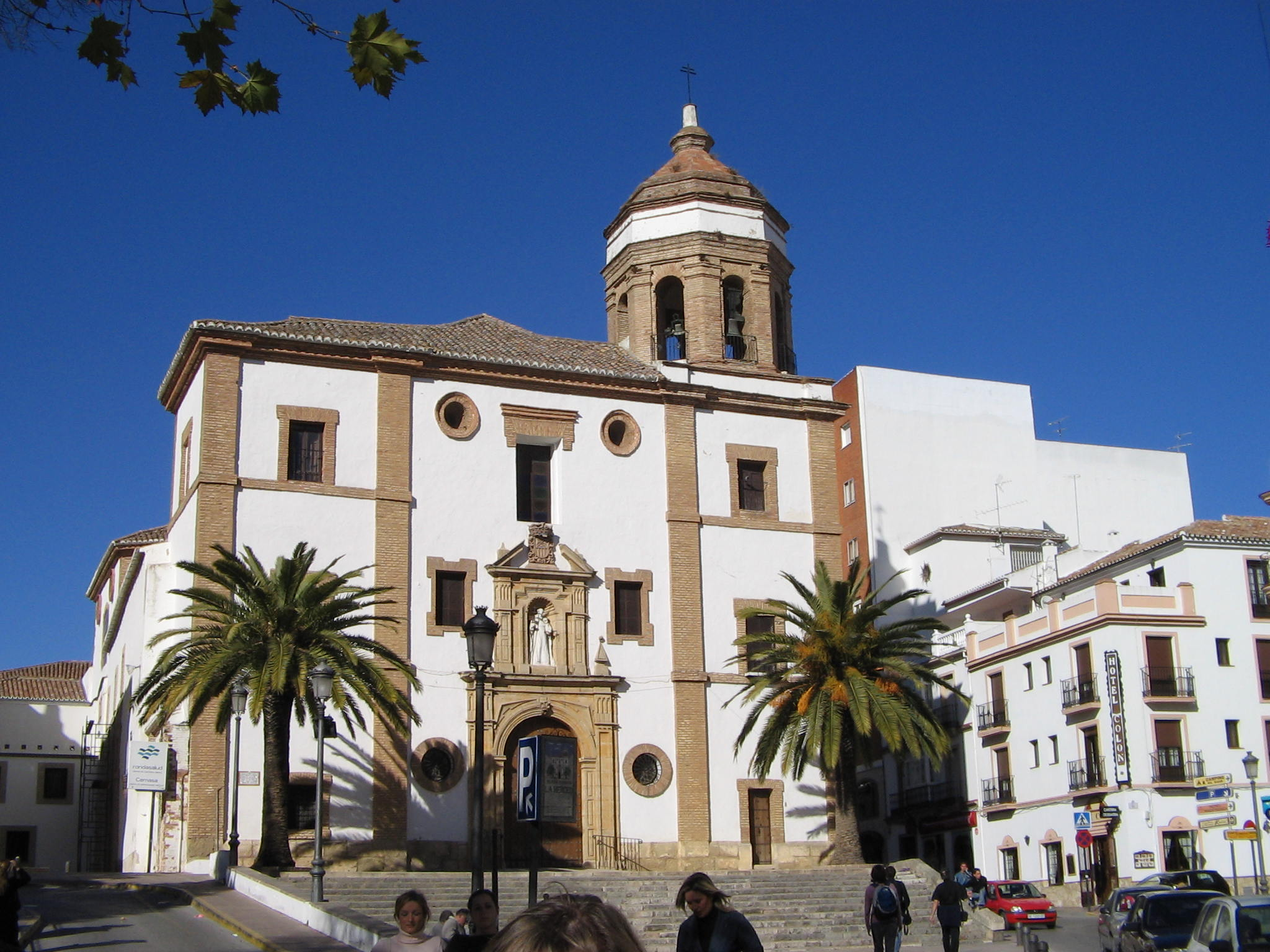
كنيسة سانت ماري.
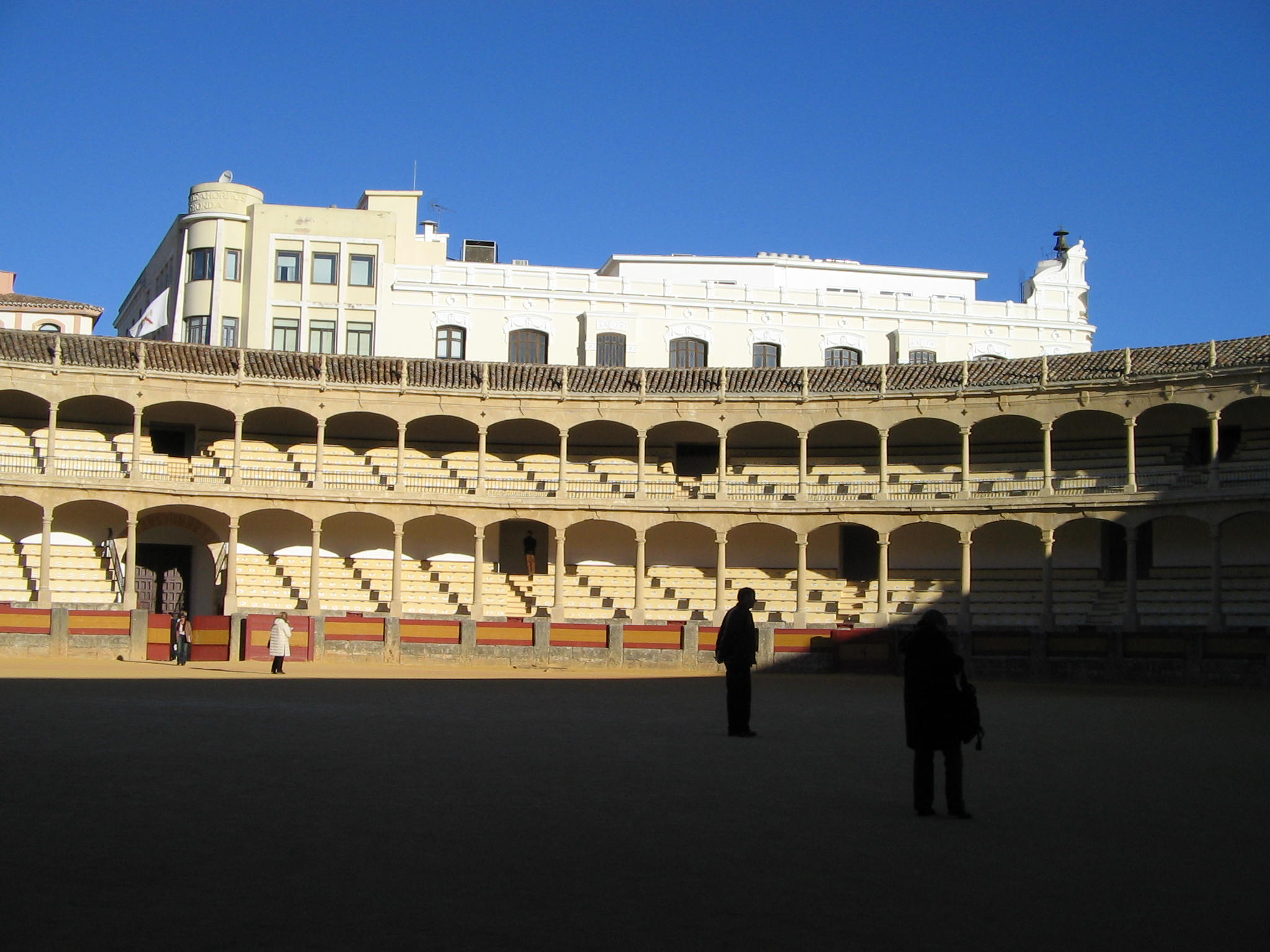
حلبة مصارعة الثيران .
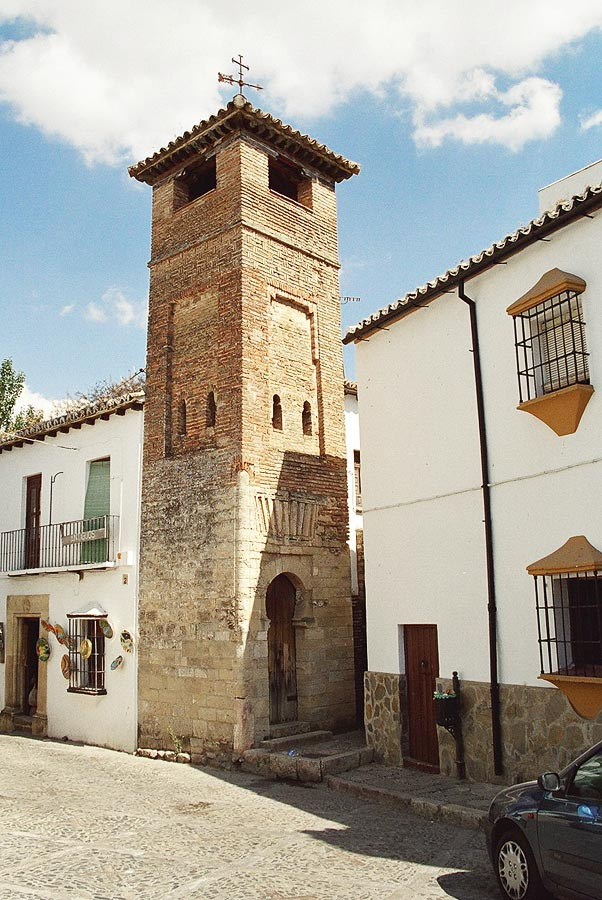
مئذنة مسجد في كنيسة سان سباستيان.
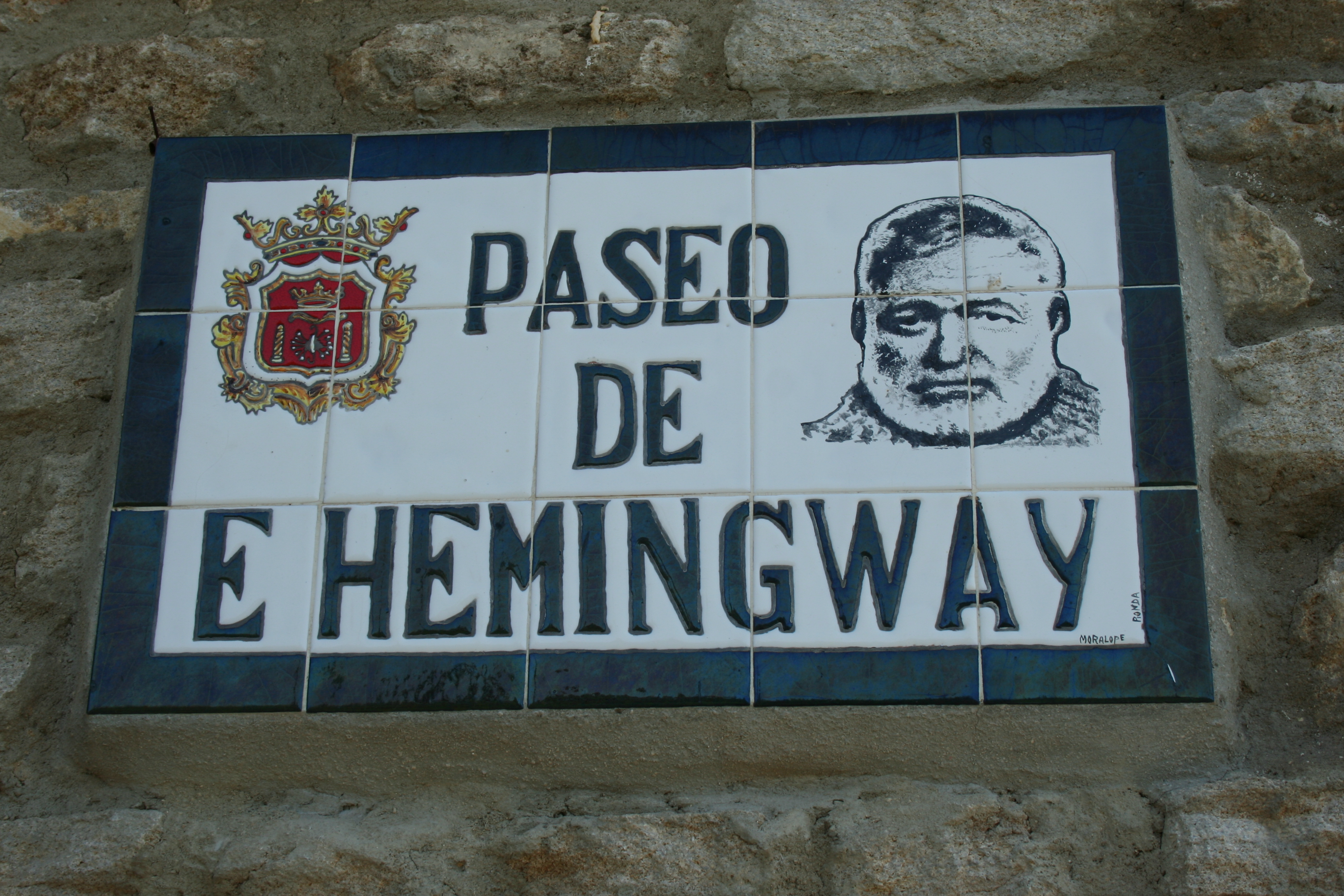
طريق همنجواي في رندة
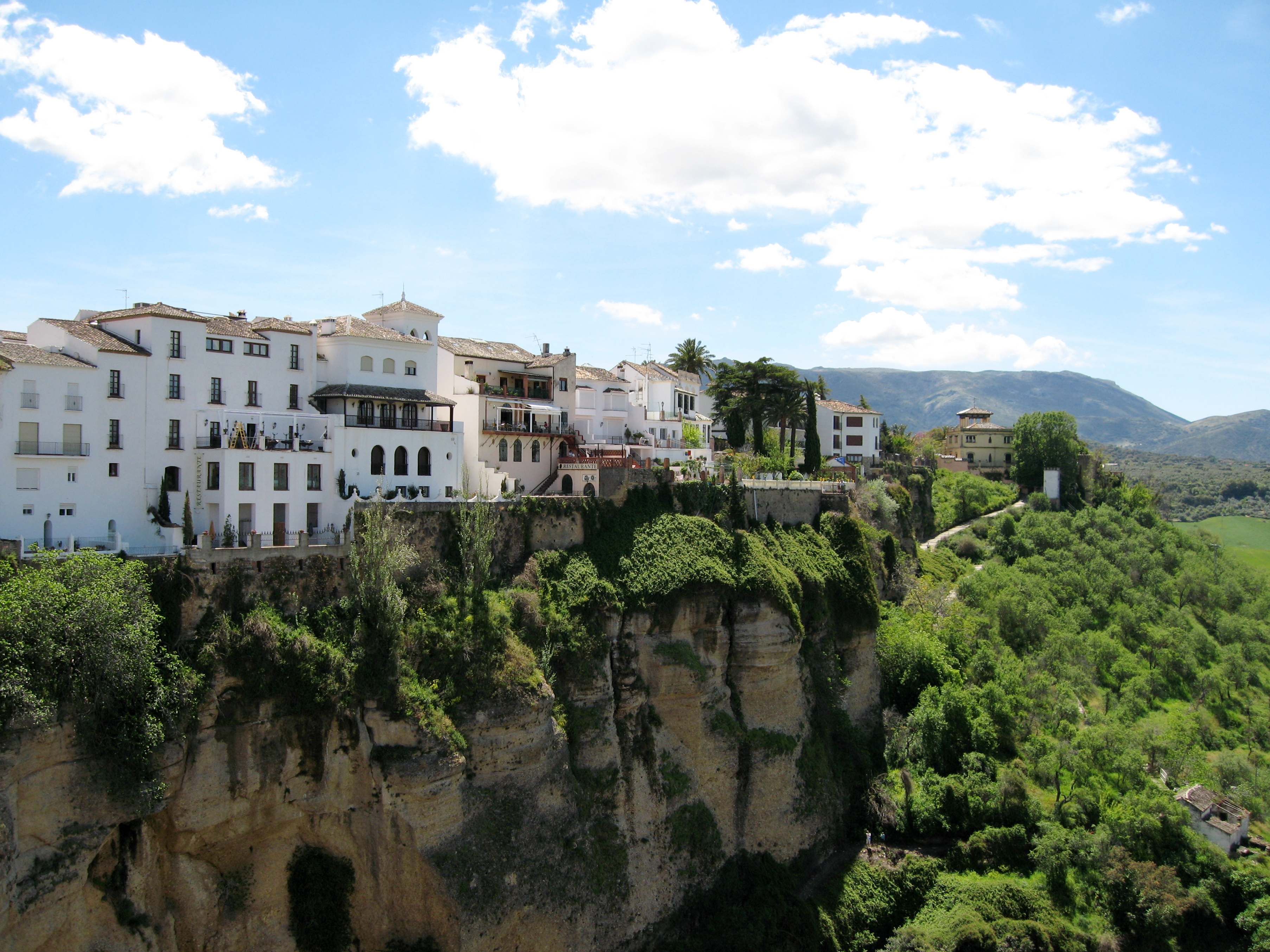
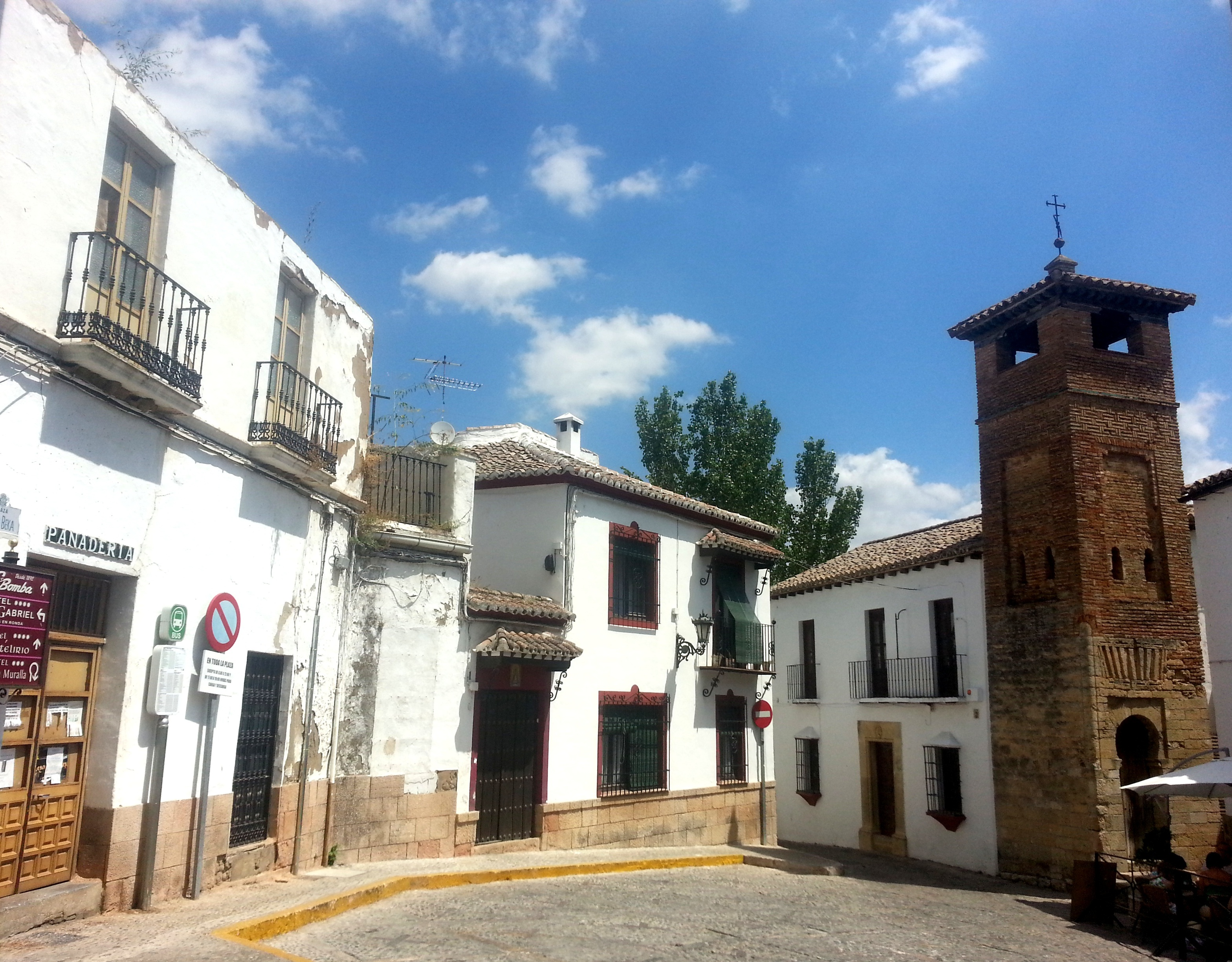
ساحة أبي البقاء الرندي
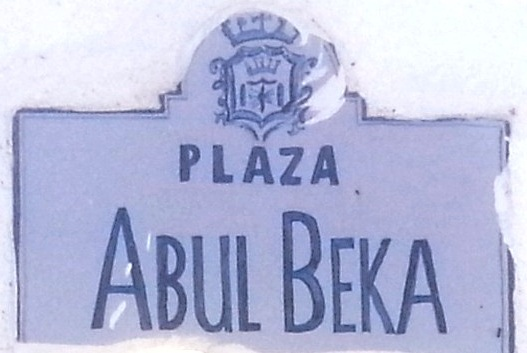
لوحة مكتوب عليها اسم الشاعر أبي البقاء الرندي
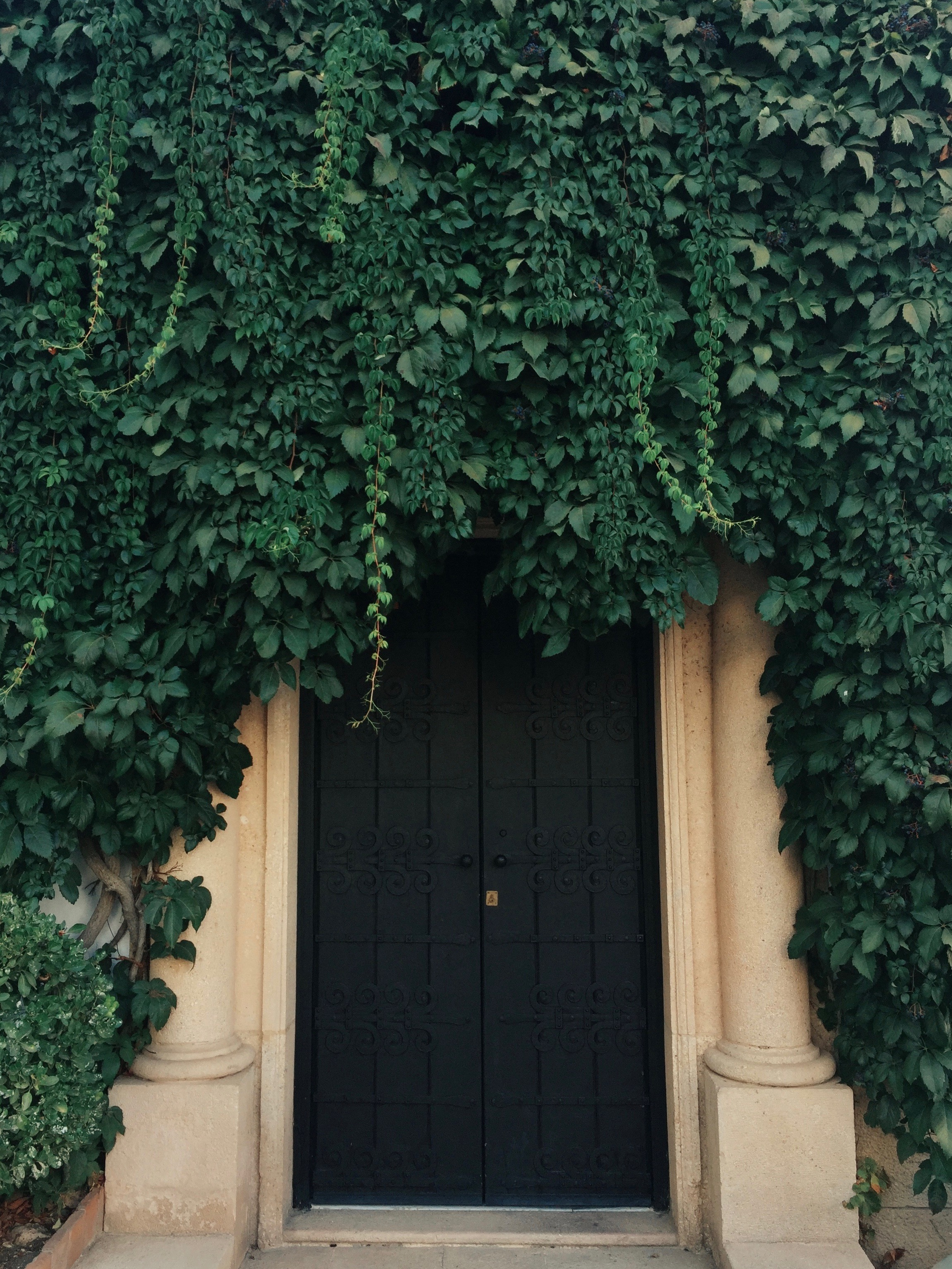
باب ينمو فوقه اللبلاب السميك في مدينة رندة الأندلسية

## توأمة
- قسنطينة، الجزائر
- شفشاون، المغرب. [9]